# Jon Segovia
Jon Segovia Celaya (Bilbao, 1970) es bioquímico español, doctor en ingeniería industrial, profesor de la Universidad de Deusto, empresario y articulista.

## Formación y Desarrollo
Con una formación multidisciplinar y un desarrollo progresivo es doctor ingeniero, licenciado en bioquímica con varios postgrados, empresario y violinista amateur. Comenzó su carrera profesional en 1993 tras licenciarse en Bioquímica por la Universidad del País Vasco. Tras la Cumbre de la Tierra de Río de Janeiro, organizada por la ONU y celebrada en 1992, se puso en evidencia la necesidad de un cambio en los modelos de producción y una reeducación de la sociedad para incorporar estos cambios hacia un modelo de sostenibilidad. Fue entonces cuando se especializó en Ingeniería Ambiental mediante el Máster impartido conjuntamente por la Universidad Complutense y la Autónoma de Madrid y dedicó gran parte de su carrera a proyectos de desarrollo en América Latina, formando parte de diversas empresas (IDOM Ingeniería y Consultoría, BVQI, Bureau Veritas Español, Mc Donald´s Europa) y llegando a ser director general para América Latina de Soluziona (del grupo Unión Fenosa), y Applus+, del grupo Aguas de Barcelona. Su implicación en el área ambiental le llevó a ser socio de Solarpack, empresa multinacional líder en plantas fotovoltaicas, y que construyó la primera planta solar de toda América Latina. Fue fundador de Coolligan, compañía especializada en moda deportiva.
La carrera profesional como ejecutivo le llevó a completar su formación doctorándose en ingeniería industrial y especializándose en la organización empresarial por la Escuela de Ingenieros de Bilbao, donde presentó su tesis doctoral (2010) “La norma Investors in people: alternativas y posibilidades de aplicación mediante el análisis de la experiencia en Reino Unido”. Cuenta también con varios postgrados en universidades y escuelas de negocio de prestigio: Adaptive Leadership por la Kennedy School de la Universidad de Harvard (2019), Programa de Desarrollo Directivo por IESE (2001), The Science of Well-being por la Universidad de Yale (2020) y Coach por la Escuela Europea de Coaching (2014). 

## Coach y Liderazgo
A raíz de su doctorado junto con su experiencia ejecutiva en gestión de equipos se fraguó su especialización académica en liderazgo y gestión de personas. Es profesor de la Deusto Business School, en el departamento de Liderazgo y personas, e  imparte conferencias, cursos, seminarios y programas motivacionales de liderazgo y coaching en tiempos de crisis y transformación. También colabora con distintas instituciones educativas de América Latina como el Centro de Negocios ICARE de Chile. 
Su desarrollo profesional fue simultáneo con su labor didáctica en la universidad y como articulista en temas empresariales y de motivación en El Correo y el Diario Vasco.
Como violinista estudió en el Conservatorio Arriaga de Bilbao en 1989. Fue concertino de la Joven Orquesta Vasca entre 1996 y 2000, primer violín en la Orquesta de Camerata Antonino Ibarrondo y viola en la Orquesta de Cámara Andrés Isasi.